# Aroma (manzana)
Aroma es el nombre de una variedad cultivar de manzano (Malus domestica). 
Criado en 1947 en el "Balsgard Fruit Breeding Institute", Suecia. Introducido en 1973. Las frutas tienen una carne muy jugosa que se derrite con un buen sabor.

## Sinonimia
- " Aroma Blasgaard".

## Historia
'Aroma' es una variedad de manzana, desarrollada por el cruce de Ingrid Marie x Fillipa, conseguida en 1947 en el "Balsgaard Fruit Breeding Institute" (Instituto de Mejoramiento de Frutas Balsgaard) de Suecia; fue introducida en 1973.
'Aroma' se cultiva en la National Fruit Collection con el número de accesión: 1953-139 y Accession name: Aroma.

## Características
'Aroma' árbol de extensión vertical, de vigor moderado. Tiene un tiempo de floración que comienza a partir del 10 de mayo con el 10% de floración, para el 15 de mayo tiene una floración completa (80%), y para el 23 de mayo tiene un 90% caída de pétalos.
'Aroma' tiene una talla de fruto de grande a muy grande; forma amplio cónico globoso, con una altura de 66.01mm, y con una anchura de 80.83mm; con nervaduras débiles, corona ausente; epidermis con color de fondo amarillo, con un sobre color naranja, intensidad del sobre color bajo-medio, patrón del sobre color rayado / moteado, sobre la piel hay un lavado rojo brillante que cubre aproximadamente dos tercios de la superficie y se desvanece a un patrón decreciente de rayas rojas, lenticelas de color marrón pálido, y con "russetting" (pardeamiento áspero superficial que presentan algunas variedades) bajo;  cáliz pequeño y parcialmente abierto, colocado en una cuenca abierta y poco profunda, ligeramente acanalada; pedúnculo  moderadamente robusto y moderadamente corto, colocado en una cavidad profunda y estrecha que a menudo tiene "russeting"; carne de color crema amarillento. La carne es de grano fino y tierna. Sabor jugoso, dulce, chispeante, y aromática.
Su tiempo de recogida de cosecha se inicia a principios de octubre, se contusiona fácilmente en la recogida. En almacenamiento en frío aguanta dos meses, y la piel desarrolla una sensación cerosa.
'Aroma' es origen de Desportes, nuevas variedades de manzana:
- Amorosa

## Usos
Una buena manzana de uso múltiple, tanto fresca para postre de mesa, en la cocina, y para elaboración de sidra.

## Ploidismo
Diploide, autofértil pero tiene una mejor cosecha en la proximidad de una fuente compatible de polen. Grupo de polinización: D, Día 15.